# Juravkiv, Jîdaciv
Juravkiv (în ucraineană Журавків) este un sat în comuna Berejnîțea din raionul Jîdaciv, regiunea Liov, Ucraina.

## Demografie
Componența lingvistică a localității Juravkiv
     Ucraineană (100%)
Conform recensământului din 2001, toată populația localității Juravkiv era vorbitoare de ucraineană (100%).